# Anton Eleutherius Sauter
Pour les articles homonymes, voir Sauter.
Anton Eleutherius Sauter (18 avril 1800 Grossarl - 6 avril 1881 Salzbourg) est un médecin et botaniste autrichien.

## Biographie
De 1820 à 1826, il étudie la médecine à l'université de Vienne où l'un de ses instructeurs est Joseph Franz von Jacquin. Après l'obtention de son diplôme, il travaille en tant que médecin à plusieurs endroits en Autriche. En 1840, il s'installe comme médecin de Steyr. De 1848 à 1871, il est médecin régional et de district à Salzbourg.
Il est largement connu pour ses recherches sur la flore indigène du Land de Salzbourg. De 1866 à 1879, il publie en sept volumes, Flora du duché de Salzbourg (Flore du duché de Salzbourg}. En 1860, il est cofondateur de la « Society for Salzburger Landeskunde ». Il est membre du conseil d'administration de 1864 à 1874. De nombreux taxons avec l'épithète spécifique de sauteri sont nommés d'après lui, l'exemple le plus connu étant Draba sauteri.

## Travaux
- Tentative de description géo-botanique des environs de Vienne , 1826, imprimée par Anton v. Haykul.
- Flore du duché de Salzbourg (1866-1879), les communications de la société pour Salzburger Landeskunde, no 6 et suivants, publié en 7 parties.
- Kryptogramische Flora, le côté nord des Alpes, écrit en trois parties (mousses, hépatiques, lichens) publiée dans le Journal botanique Central (1846).